# Almeirim (Pará)
Pour les articles homonymes, voir Almeirim.
Almeirim est une municipalité brésilienne située dans l'État du Pará.